# Temporada 2025 del Campeonato Mundial de Rally
La temporada 2025 es la edición 53.ª del Campeonato Mundial de Rally la máxima competición internacional de Rally, organizada por la Federación Internacional del Automóvil que se disputa anualmente desde 1973.
Comenzó el 23 de enero en el Rally de Montecarlo y terminará el 30 de noviembre en el Rally de Arabia Saudita.
Thierry Neuville y Martijn Wydaeghe son los actuales campeones de pilotos y copilotos, tras haber conseguido el título en el Rally de Japón de 2024. Mientras que el Toyota Gazoo Racing WRT es el actual campeón de constructores.

## Calendario
El calendario 2025 está compuesto por 14 rondas repartidas en Europa, África, Asia, Sudamérica y Oriente Medio.
| Ronda   | Fecha                   | Rally                               | Superficie |
| ------- | ----------------------- | ----------------------------------- | ---------- |
| 1       | 23-26 de enero          | 93ème Rallye Automobile Monte-Carlo | Mixto      |
| 2       | 13-16 de febrero        | 72nd Rally Sweden                   | Nieve      |
| 3       | 20-23 de marzo          | 73rd Safari Rally Kenya             | Tierra     |
| 4       | 24-27 de abril          | 49.º Rally Islas Canarias           | Asfalto    |
| 5       | 15-18 de mayo           | 58.º Rally de Portugal              | Tierra     |
| 6       | 5-8 de junio            | 22.º Rally d'Italia Sardegna        | Tierra     |
| 7       | 26-29 de junio          | 69.º Acropolis Rally                | Tierra     |
| 8       | 17-20 de julio          | 15. WRC Rally Estonia               | Tierra     |
| 9       | 31 de julio-3 de agosto | 74th Rally Finland                  | Tierra     |
| 10      | 28-31 de agosto         | 2.º Rally del Paraguay              | Tierra     |
| 11      | 11-14 de septiembre     | 4.º Rally Chile BIOBÍO              | Tierra     |
| 12      | 16-19 de octubre        | 3. Central European Rally           | Asfalto    |
| 13      | 6-9 de noviembre        | 10th Rally Japan                    | Asfalto    |
| 14      | 27-30 de noviembre      | 1. Rally Saudi Arabia               | Tierra     |
| Fuente: |                         |                                     |            |

### Cambios de calendario
- El Rally de Estonia volverá al campeonato tras perderse la temporada 2024. El evento reemplazará al Rally de Letonia en el calendario.
- El Rally Islas Canarias pasará del Campeonato de Europa de Rally a convertirse en un evento mundialista con un contrato de dos años.[2][3][4]
- El Rally de Arabia Saudita se unirá al campeonato en 2025, ya que sus organizadores firmaron un contrato de diez años. Está previsto que el rally tenga su base en Yeda y sea el final de temporada.[5][6]
- El Rally del Paraguay se convertirá en un evento mundialista a partir de 2025 después de firmar un acuerdo plurianual, lo que convierte a Paraguay en la trigésimo octava nación en albergar una ronda del campeonato del WRC.[7][8]
- El Rally de Croacia no estará incluido en el calendario por primera vez desde que el rally se unió al campeonato en 2021.
- El Rally de Polonia fue removido del calendario después de regresar al campeonato por solo un año en 2024.

## Cambios técnicos
- El fabricante de neumáticos surcoreano Hankook se convertirá en el proveedor oficial de neumáticos del campeonato, proporcionando neumáticos a todos los vehículos participantes del campeonato.[9][10] La empresa sustituye a Pirelli, que suministró neumáticos al campeonato entre 2021 y 2024.[11] Según los términos del acuerdo, Hankook suministrará neumáticos hasta el final de la temporada 2027.[12][13]

- Los coches de Rally1 ya no utilizarán el sistema híbrido introducido en 2022 y, posteriormente, se reducirá el peso mínimo de los coches y el ancho de la entrada de aire para compensar el cambio, de modo que los coches mantengan la misma relación potencia-peso que tenían con el sistema híbrido.[14][15][16] La decisión se tomó cuando los equipos expresaron su preocupación por el aumento de los costes de reparación.[17]

## Equipos y pilotos
| Equipo                                           | Constructor                                   | Automóvil                                     | N.º                                           | Pilotos                                       | Copiloto                                      | Rondas                                        |
| Registrados en el campeonato de constructores    | Registrados en el campeonato de constructores | Registrados en el campeonato de constructores | Registrados en el campeonato de constructores | Registrados en el campeonato de constructores | Registrados en el campeonato de constructores | Registrados en el campeonato de constructores |
| ------------------------------------------------ | --------------------------------------------- | --------------------------------------------- | --------------------------------------------- | --------------------------------------------- | --------------------------------------------- | --------------------------------------------- |
| M-Sport Ford WRT                                 | Ford                                          | Ford Puma Rally1                              | 13                                            | Grégoire Munster                              | Louis Louka                                   | 1-4                                           |
| M-Sport Ford WRT                                 | Ford                                          | Ford Puma Rally1                              | 55                                            | Josh McErlean                                 | Eoin Treacy                                   | 1-4                                           |
| Hyundai Shell Mobis WRT                          | Hyundai                                       | Hyundai i20 N Rally1                          | 1                                             | Thierry Neuville                              | Martijn Wydaeghe                              | 1-4                                           |
| Hyundai Shell Mobis WRT                          | Hyundai                                       | Hyundai i20 N Rally1                          | 8                                             | Ott Tänak                                     | Martin Järveoja                               | 1-4                                           |
| Hyundai Shell Mobis WRT                          | Hyundai                                       | Hyundai i20 N Rally1                          | 16                                            | Adrien Fourmaux                               | Alexandre Coria                               | 1-4                                           |
| Toyota Gazoo Racing WRT                          | Toyota                                        | Toyota GR Yaris Rally1                        | 17                                            | Sébastien Ogier                               | Vincent Landais                               | 1, 4                                          |
| Toyota Gazoo Racing WRT                          | Toyota                                        | Toyota GR Yaris Rally1                        | 18                                            | Takamoto Katsuta                              | Aaron Johnston                                | 2-3                                           |
| Toyota Gazoo Racing WRT                          | Toyota                                        | Toyota GR Yaris Rally1                        | 33                                            | Elfyn Evans                                   | Scott Martin                                  | 1-4                                           |
| Toyota Gazoo Racing WRT                          | Toyota                                        | Toyota GR Yaris Rally1                        | 69                                            | Kalle Rovanperä                               | Jonne Halttunen                               | 1-4                                           |
| Toyota Gazoo Racing WRT2                         | Toyota                                        | Toyota GR Yaris Rally1                        | 5                                             | Sami Pajari                                   | Marko Salminen                                | 1-4                                           |
| No registrados en el campeonato de constructores |                                               |                                               |                                               |                                               |                                               |                                               |
| M-Sport Ford WRT                                 | Ford                                          | Ford Puma Rally1                              | 9                                             | Jourdan Serderidis                            | Frédéric Miclotte                             | 2-3                                           |
| M-Sport Ford WRT                                 | Ford                                          | Ford Puma Rally1                              | 22                                            | Mārtiņš Sesks                                 | Renārs Francis                                | 2, 5-9                                        |
| Toyota Gazoo Racing WRT                          | Toyota                                        | Toyota GR Yaris Rally1                        | 18                                            | Takamoto Katsuta                              | Aaron Johnston                                | 1, 4                                          |
| Toyota Gazoo Racing WRT                          | Toyota                                        | Toyota GR Yaris Rally1                        | 37                                            | Lorenzo Bertelli                              | Simone Scattolin                              | 2                                             |

### Cambios de pilotos
- Kalle Rovanperä y Jonne Halttunen, regresarán a tiempo completo después de haber disputado una temporada parcial en 2024.
- El campeón del WRC-2, Sami Pajari, que corrió varios rallyes con el Toyota Gazoo Racing WRT en 2024, fue contratado con un programa a tiempo completo con el equipo.

## Resultados
| Ronda | Evento                              | Piloto ganador  | Copiloto ganador  | Equipo ganador          | Tiempo    | Resultados |
| ----- | ----------------------------------- | --------------- | ----------------- | ----------------------- | --------- | ---------- |
| 1     | 93ème Rallye Automobile Monte-Carlo | Sébastien Ogier | Vincent Landais   | Toyota Gazoo Racing WRT | 3:19:06.2 | Resultados |
| 2     | 72nd Rally Sweden                   | Elfyn Evans     | Scott Martin      | Toyota Gazoo Racing WRT | 2:33:39.2 | Resultados |
| 3     | 73rd Safari Rally Kenya             | Elfyn Evans     | Scott Martin      | Toyota Gazoo Racing WRT | 4:20:03.8 | Resultados |
| 4     | 49.º Rally Islas Canarias           | Kalle Rovanperä | Jonne Halttunen   | Toyota Gazoo Racing WRT | 2:54:39.8 | Resultados |
| 5     | 58.º Rally de Portugal              | Sébastien Ogier | Vincent Landais   | Toyota Gazoo Racing WRT | 3:48:35.9 | Resultados |
| 6     | 22.º Rally d'Italia Sardegna        | Sébastien Ogier | Vincent Landais   | Toyota Gazoo Racing WRT | 3:34:24.5 | Resultados |
| 7     | 69.º Acropolis Rally                | Ott Tänak       | Martin Järveoja   | Hyundai Shell Mobis WRT | 4:12:20.1 | Resultados |
| 8     | 15. WRC Rally Estonia               | Oliver Solberg  | Elliott Edmondson | Toyota Gazoo Racing WRT | 2:36:35.1 | Resultados |
| 9     | 74th Rally Finland                  | Kalle Rovanperä | Jonne Halttunen   | Toyota Gazoo Racing WRT | 2:21:51.4 | Resultados |
| 10    | 2.º Rally del Paraguay              |                 |                   |                         |           | Resultados |
| 11    | 4.º Rally Chile BIOBÍO              |                 |                   |                         |           | Resultados |
| 12    | 3. Central Europe Rally             |                 |                   |                         |           | Resultados |
| 13    | 10th Rally Japan                    |                 |                   |                         |           | Resultados |
| 14    | 1. Rally Saudi Arabia               |                 |                   |                         |           | Resultados |

## Clasificaciones

### Sistema de puntuación
Los puntos se otorgan a los diez primeros clasificados en cada evento. En el campeonato de fabricantes, los equipos pueden nominar a tres pilotos para sumar puntos, pero estos puntos solo se otorgan a los dos primeros clasificados que representen a un fabricante y conduzcan un automóvil Rally1. También se otorgan cinco puntos de bonificación a los ganadores en una clasificación acumulada en todas las etapas del domingo, cuatro puntos para el segundo lugar, tres para el tercero, dos para el cuarto y uno para el quinto. La misma escala de puntos también se otorgará a los cinco pilotos más rápidos del Power Stage.
| Posición         | 1.º | 2.º | 3.º | 4.º | 5.º | 6.º | 7.º | 8.º | 9.º | 10.º |
| Posición general | 25  | 17  | 15  | 12  | 10  | 8   | 6   | 4   | 2   | 1    |
| Super sunday     | 5   | 4   | 3   | 2   | 1   |     |     |     |     |      |
| Power stage      | 5   | 4   | 3   | 2   | 1   |     |     |     |     |      |

### Campeonato de Pilotos
| Pos. | Piloto               | MON    | SWE   | SAF    | ESP    | POR    | ITA    | GRE    | EST    | FIN    | PAR | CHL | EUR | JPN | SAU | Puntos |
| ---- | -------------------- | ------ | ----- | ------ | ------ | ------ | ------ | ------ | ------ | ------ | --- | --- | --- | --- | --- | ------ |
| 1    | Elfyn Evans          | 25+4   | 15+5  | 12+0   | 33+3   | 61+0   | 42+1   | 43+2   | 62+1   | 42+1   |     |     |     |     |     | 176    |
| 2    | Kalle Rovanperä      | 44+2   | 51+2  | Ret0+0 | 15+5   | 34+3   | 35+5   | 260+4  | 44+5   | 15+5   |     |     |     |     |     | 173    |
| 3    | Sébastien Ogier      | 13+5   |       |        | 24+4   | 12+1   | 13+0   | 25+5   |        | 34+3   |     |     |     |     |     | 163    |
| 4    | Ott Tänak            | 50+1   | 43+0  | 23+3   | 60+0   | 25+5   | 24+3   | 14+1   | 23+4   | 100+0  |     |     |     |     |     | 163    |
| 5    | Thierry Neuville     | 61+0   | 32+3  | 34+4   | 70+1   | 43+4   | 191+4  | 50+3   | 31+2   | 61+2   |     |     |     |     |     | 125    |
| 6    | Takamoto Katsuta     | Ret0+0 | 24+4  | Ret0+0 | 42+0   | 50+2   | 50+2   | 300+0  | Ret0+0 | 23+4   |     |     |     |     |     | 87     |
| 7    | Adrien Fourmaux      | 32+3   | 400+1 | 165+5  | 51+2   | Ret0+0 | 200+0  | 32+0   | 50+0   | Ret0+0 |     |     |     |     |     | 71     |
| 8    | Oliver Solberg       | 150+0  | 90+0  | 120+0  | 160+0  | 100+0  | 60+0   | 60+0   | 15+3   | 490+0  |     |     |     |     |     | 52     |
| 9    | Sami Pajari          | Ret0+0 | 70+0  | 40+1   | Ret0+0 | 70+0   | 70+0   | 461+0  | 70+0   | 50+0   |     |     |     |     |     | 48     |
| 10   | Grégoire Munster     | Ret0+0 | 80+0  | 50+2   | 110+0  | 90+0   | 320+0  | Ret0+0 | 100+0  | 90+0   |     |     |     |     |     | 21     |
| 11   | Josh McErlean        | 70+0   | 460+0 | 101+0  | Ret0+0 | 80+0   | 340+0  | 120+0  | 90+0   | 70+0   |     |     |     |     |     | 20     |
| 12   | Mārtiņš Sesks        |        | 60+0  |        |        | 150+0  | Ret0+0 | 150+0  | 80+0   | 80+0   |     |     |     |     |     | 16     |
| 13   | Gus Greensmith       | 120+0  |       | 60+0   |        | 120+0  |        | 70+0   |        | 180+0  |     |     |     |     |     | 14     |
| 14   | Yohan Rossel         | 80+0   |       |        | 80+0   | 110+0  | 330+0  | 80+0   |        | 190+0  |     |     |     |     |     | 12     |
| 15   | Nikolay Gryazin      | 90+0   |       |        | 100+0  | 460+0  | 80+0   | Ret0+0 | Ret0+0 | 140+0  |     |     |     |     |     | 7      |
| 16   | Jan Solans           |        |       | 70+0   |        | 140+0  | 120+0  | 210+0  |        |        |     |     |     |     |     | 6      |
| 17   | Jourdan Serderidis   |        | 330+0 | 80+0   |        |        | 250+0  | Ret0+0 |        |        |     |     |     |     |     | 4      |
| 18   | Kajetan Kajetanowicz |        |       | 130+0  |        | 200+0  | 100+0  | 90+0   |        |        |     |     |     |     |     | 3      |
| 19   | Alejandro Cachón     |        |       |        | 90+0   | Ret0+0 | 280+0  | 100+0  |        |        |     |     |     |     |     | 3      |
| 20   | Roberto Daprà        | 140+0  |       |        | 150+0  | 160+0  | 90+0   | 180+0  |        |        |     |     |     |     |     | 2      |
| 21   | Fabrizio Zaldivar    |        | 140+0 | 90+0   |        | 220+0  | Ret0+0 | 290+0  | 190+0  |        |     |     |     |     |     | 2      |
| 22   | Roope Korhonen       |        | 100+0 |        |        | 130+0  | 360+0  |        | 130+0  | 110+0  |     |     |     |     |     | 1      |
| 23   | Eric Camilli         | 100+0  |       |        |        |        |        |        |        |        |     |     |     |     |     | 1      |
| Pos. | Piloto               | MON    | SWE   | SAF    | ESP    | POR    | ITA    | GRE    | EST    | FIN    | PAR | CHL | EUR | JPN | SAU | Puntos |

| Color     | Resultado                             |
| --------- | ------------------------------------- |
| Oro       | Ganador                               |
| Plata     | 2.ª plaza                             |
| Bronce    | 3.ª plaza                             |
| Verde     | Finalizó, en los puntos               |
| Azul      | Finalizó, sin puntos                  |
| Violeta   | No terminó (Ret)                      |
| Negro     | Descalificado (DSQ)                   |
| Blanco    | No empezó (DNS)                       |
| Blanco    | Excluido (EX)                         |
| Blanco    | Lesionado (INJ)                       |
| Sin color | No participó                          |
| x1        | Indica puntos del Domingo+Power stage |

### Campeonato de Copilotos
| Pos. | Copiloto                   | MON    | SWE   | SAF    | ESP    | POR    | ITA    | GRE    | EST    | FIN    | PAR | CHL | EUR | JPN | SAU | Puntos |
| ---- | -------------------------- | ------ | ----- | ------ | ------ | ------ | ------ | ------ | ------ | ------ | --- | --- | --- | --- | --- | ------ |
| 1    | Scott Martin               | 25+4   | 15+5  | 12+0   | 33+3   | 61+0   | 42+1   | 43+2   | 62+1   | 42+1   |     |     |     |     |     | 176    |
| 2    | Jonne Halttunen            | 44+2   | 51+2  | Ret0+0 | 15+5   | 34+3   | 35+5   | 260+4  | 44+5   | 15+5   |     |     |     |     |     | 173    |
| 3    | Vincent Landais            | 13+5   |       |        | 24+4   | 12+1   | 13+0   | 25+5   |        | 34+3   |     |     |     |     |     | 163    |
| 4    | Martin Järveoja            | 50+1   | 43+0  | 23+3   | 60+0   | 25+5   | 24+3   | 14+1   | 23+4   | 100+0  |     |     |     |     |     | 163    |
| 5    | Martijn Wydaeghe           | 61+0   | 32+3  | 34+4   | 70+1   | 43+4   | 191+4  | 50+3   | 31+2   | 61+2   |     |     |     |     |     | 125    |
| 6    | Aaron Johnston             | Ret0+0 | 24+4  | Ret0+0 | 42+0   | 50+2   | 50+2   | 300+0  | Ret0+0 | 23+4   |     |     |     |     |     | 87     |
| 7    | Alexandre Coria            | 32+3   | 400+1 | 165+5  | 51+2   | Ret0+0 | 200+0  | 32+0   | 50+0   | Ret0+0 |     |     |     |     |     | 71     |
| 8    | Elliott Edmondson          | 150+0  | 90+0  | 120+0  | 160+0  | 100+0  | 60+0   | 60+0   | 15+3   | 490+0  |     |     |     |     |     | 52     |
| 9    | Marko Salminen             | Ret0+0 | 70+0  | 40+1   | Ret0+0 | 70+0   | 70+0   | 461+0  | 70+0   | 50+0   |     |     |     |     |     | 48     |
| 10   | Louis Louka                | Ret0+0 | 80+0  | 50+2   | 110+0  | 90+0   | 320+0  | Ret0+0 | 100+0  | 90+0   |     |     |     |     |     | 21     |
| 11   | Eoin Treacy                | 70+0   | 460+0 | 101+0  | Ret0+0 | 80+0   | 340+0  | 120+0  | 90+0   | 70+0   |     |     |     |     |     | 20     |
| 12   | Renārs Francis             |        | 60+0  |        |        | 150+0  | Ret0+0 | 150+0  | 80+0   | 80+0   |     |     |     |     |     | 16     |
| 13   | Jonas Andersson            | 120+0  |       | 60+0   |        | 120+0  |        | 70+0   |        | 180+0  |     |     |     |     |     | 14     |
| 14   | Arnaud Dunand              | 80+0   |       |        | 80+0   | 110+0  | 330+0  | 80+0   |        | 190+0  |     |     |     |     |     | 12     |
| 15   | Konstantin Aleksandrov     | 90+0   |       |        | 100+0  | 460+0  | 80+0   | Ret0+0 | Ret0+0 | 140+0  |     |     |     |     |     | 7      |
| 16   | Rodrigo Sanjuan de Eusebio |        |       | 70+0   |        | 140+0  | 120+0  | 210+0  |        |        |     |     |     |     |     | 6      |
| 17   | Frédéric Miclotte          |        | 330+0 | 80+0   |        |        | 250+0  | Ret0+0 |        |        |     |     |     |     |     | 4      |
| 18   | Borja Rozada               |        |       |        | 90+0   | Ret0+0 | 280+0  | 100+0  |        |        |     |     |     |     |     | 3      |
| 19   | Maciej Szczepaniak         |        |       | 130+0  |        | 200+0  | 100+0  | 90+0   |        |        |     |     |     |     |     | 3      |
| 20   | Luca Guglielmetti          | 140+0  |       |        | 150+0  | 160+0  | 90+0   | 180+0  |        |        |     |     |     |     |     | 2      |
| 21   | Marcelo Der Ohannesian     |        | 140+0 | 90+0   |        | 220+0  | Ret0+0 | 290+0  | 190+0  |        |     |     |     |     |     | 2      |
| 22   | Anssi Viinikka             |        | 100+0 |        |        | 130+0  | 360+0  |        | 130+0  | 110+0  |     |     |     |     |     | 1      |
| 23   | Thibault de la Haye        | 100+0  |       |        |        |        |        |        |        |        |     |     |     |     |     | 1      |
| Pos. | Copiloto                   | MON    | SWE   | SAF    | ESP    | POR    | ITA    | GRE    | EST    | FIN    | PAR | CHL | EUR | JPN | SAU | Puntos |

### Campeonato de Constructores
| Pos. | Constructor              | MON    | SWE   | SAF    | ESP    | POR    | ITA    | GRE    | EST    | FIN    | PAR | CHL | EUR | JPN | SAU | Puntos |
| ---- | ------------------------ | ------ | ----- | ------ | ------ | ------ | ------ | ------ | ------ | ------ | --- | --- | --- | --- | --- | ------ |
| 1    | Toyota Gazoo Racing WRT  | 10+5   | 15+5  | 13+0   | 15+5   | 12+1   | 13+0   | 25+5   | 35+5   | 15+5   |     |     |     |     |     | 458    |
| 1    | Toyota Gazoo Racing WRT  | 25+4   | 24+4  | Ret0+0 | 24+4   | 34+3   | 35+5   | 43+0   | 43+1   | 24+3   |     |     |     |     |     | 458    |
| 1    | Toyota Gazoo Racing WRT  | NC4+0  | NC0+0 | Ret0+0 | NC0+0  | NC0+0  | NC0+1  | NC0+4  | Ret0+0 | NC0+0  |     |     |     |     |     | 458    |
| 2    | Hyundai Shell Mobis WRT  | 33+3   | 32+3  | 20+0   | 33+2   | 25+5   | 24+3   | 14+1   | 14+4   | 43+2   |     |     |     |     |     | 371    |
| 2    | Hyundai Shell Mobis WRT  | 40+1   | 43+0  | 34+4   | 42+0   | 43+4   | 52+4   | 32+0   | 22+2   | 71+0   |     |     |     |     |     | 371    |
| 2    | Hyundai Shell Mobis WRT  | NC2+0  | NC0+1 | NC5+5  | NC0+1  | Ret0+0 | Ret0+0 | NC0+3  | NC0+0  | Ret0+0 |     |     |     |     |     | 371    |
| 3    | M-Sport Ford WRT         | 51+0   | 60+0  | 50+2   | 51+0   | 60+0   | 60+0   | 50+0   | 60+0   | 50+0   |     |     |     |     |     | 129    |
| 3    | M-Sport Ford WRT         | Ret0+0 | 70+0  | 62+0   | Ret0+0 | 70+0   | 71+0   | Ret0+0 | 70+0   | 60+0   |     |     |     |     |     | 129    |
| 4    | Toyota Gazoo Racing WRT2 | Ret0+0 | 51+0  | 41+1   | Ret0+0 | 51+0   | 40+0   | 61+0   | 51+0   | 32+0   |     |     |     |     |     | 85     |
| Pos. | Constructor              | MON    | SWE   | SAF    | ESP    | POR    | ITA    | GRE    | EST    | FIN    | PAR | CHL | EUR | JPN | SAU | Puntos |

### WRC-2
| Pos. | Piloto               | MON | SWE | SAF | ESP | POR | ITA | GRE | EST | FIN | PAR | CHL | EUR | JPN | SAU | Puntos |
| ---- | -------------------- | --- | --- | --- | --- | --- | --- | --- | --- | --- | --- | --- | --- | --- | --- | ------ |
| 1    | Oliver Solberg       |     | 1   | 5   |     | 1   |     | 1   |     | 16  |     |     |     |     |     | 85     |
| 2    | Yohan Rossel         | 1   |     |     | 1   | 2   | 17  | 3   |     |     |     |     |     |     |     | 82     |
| 3    | Roope Korhonen       |     | 2   |     |     | 4   | 18  |     | 3   | 1   |     |     |     |     |     | 69     |
| 4    | Gus Greensmith       |     |     | 1   |     | 3   |     | 2   |     |     |     |     |     |     |     | 57     |
| 5    | Robert Virves        |     |     |     |     | Ret | 7   | 8   | 1   | 3   |     |     |     |     |     | 50     |
| 6    | Roberto Daprà        | 5   |     |     | 7   | 6   | 1   | 11  |     |     |     |     |     |     |     | 49     |
| 7    | Jan Solans           |     |     | 2   |     | 5   | 4   | 14  |     |     |     |     |     |     |     | 39     |
| 8    | Kajetan Kajetanowicz |     |     | 6   |     | 10  | 2   | 4   |     |     |     |     |     |     |     | 38     |
| 9    | Romet Jürgenson      |     | 7   |     | 27  | 11  | 5   |     | 5   | 6   |     |     |     |     |     | 34     |
| 10   | Lauri Joona          |     | 4   |     |     | 25  | 6   | 10  | 6   | 8   |     |     |     |     |     | 33     |
| 11   | Mikko Heikkilä       |     | 3   |     |     | 8   | Ret | WD  | 4   | Ret |     |     |     |     |     | 31     |
| 12   | Martin Prokop        |     |     |     |     |     | 3   | 6   |     | 7   |     |     |     |     |     | 29     |
| 13   | Alejandro Cachón     |     |     |     | 2   | Ret | 14  | 5   |     |     |     |     |     |     |     | 27     |
| 14   | Emil Lindholm        |     |     |     | 6   |     | Ret | 7   |     | 4   |     |     |     |     |     | 26     |
| 15   | Fabrizio Zaldivar    |     | 6   | 3   |     | 12  | Ret | 16  |     |     |     |     |     |     |     | 23     |
| 16   | Jan Černý            | 4   |     |     | 8   |     |     |     |     | 9   |     |     |     |     |     | 18     |
| 17   | Yuki Yamamoto        |     | 9   |     | Ret | 23  |     | 20  | 7   | 5   |     |     |     |     |     | 18     |
| 18   | Jari-Matti Latvala   |     |     |     |     |     |     |     |     | 2   |     |     |     |     |     | 17     |
| 19   | Georg Linnamäe       |     | 14  |     |     | 30  |     | Ret | 2   | Ret |     |     |     |     |     | 17     |
| 20   | Eric Camilli         | 2   |     |     |     |     |     |     |     |     |     |     |     |     |     | 17     |
| 21   | Léo Rossel           | 3   |     |     | Ret | 13  | Ret | 9   | Ret |     |     |     |     |     |     | 17     |
| 22   | Nikolay Gryazin      |     |     |     | 3   |     |     |     | Ret |     |     |     |     |     |     | 15     |
| 23   | Efrén Llarena        |     |     |     | 4   |     |     |     |     |     |     |     |     |     |     | 12     |
| 24   | Daniel Chwist        |     |     | 4   |     |     |     |     |     |     |     |     |     |     |     | 12     |
| 25   | Diego Ruiloba        |     |     |     | 5   | Ret | Ret | Ret | 9   |     |     |     |     |     |     | 12     |
| 26   | Pablo Sarrazin       | 6   |     |     |     | Ret | 8   | Ret |     | 11  |     |     |     |     |     | 12     |
| 27   | Isak Reiersen        |     | 5   |     |     |     |     |     |     |     |     |     |     |     |     | 10     |
| 28   | Carl Tundo           |     |     | 7   |     |     |     |     |     |     |     |     |     |     |     | 6      |
| 29   | Charles Munster      | 7   |     |     |     |     |     |     |     |     |     |     |     |     |     | 6      |
| 30   | Pierre-Louis Loubet  |     |     |     |     | 7   | DNS | WD  |     |     |     |     |     |     |     | 6      |
| 31   | Joosep Ralf Nõgene   |     |     |     |     |     |     |     | 8   |     |     |     |     |     |     | 4      |
| 32   | Maxime Potty         | 8   |     |     | WD  | WD  |     |     |     |     |     |     |     |     |     | 4      |
| 33   | Jeremy Wahome        |     |     | 8   |     |     |     |     |     |     |     |     |     |     |     | 4      |
| 34   | Pontus Tidemand      |     | 8   |     |     |     |     |     |     |     |     |     |     |     |     | 4      |
| 35   | Diego Dominguez Jr.  |     |     | Ret | 9   |     | 10  |     |     |     |     |     |     |     |     | 3      |
| 36   | Giovanni Trentin     |     |     |     | 12  | Ret | 9   | Ret |     | 10  |     |     |     |     |     | 3      |
| 37   | Miguel Díaz-Aboitiz  |     |     | 9   |     |     |     |     |     |     |     |     |     |     |     | 2      |
| 38   | Sarah Rumeau         | 9   |     |     |     | 17  | Ret | Ret |     | 12  |     |     |     |     |     | 2      |
| 39   | Marco Bulacia        |     |     |     |     | 9   | Ret | Ret | DNS | DNS |     |     |     |     |     | 2      |
| 40   | Bernhard ten Brinke  |     | Ret |     |     | 40  |     | 44  | 10  |     |     |     |     |     |     | 1      |
| 41   | Luis Monzón          |     |     |     | 10  |     |     |     |     |     |     |     |     |     |     | 1      |
| 42   | Filip Kohn           | 10  | 11  |     |     |     | WD  |     |     |     |     |     |     |     |     | 1      |
| 43   | Samman Singh Vohra   |     |     | 10  |     |     |     |     |     |     |     |     |     |     |     | 1      |
| 44   | Alejandro Mauro      |     | 10  |     |     | 29  |     | Ret | DNS |     |     |     |     |     |     | 1      |
| Pos. | Piloto               | MON | SWE | SAF | ESP | POR | ITA | GRE | EST | FIN | PAR | CHL | EUR | JPN | SAU | Puntos |

### WRC-3
| Pos. | Piloto              | MON | SWE | SAF | ESP | POR | ITA | GRE | EST | FIN | PAR | CHL | EUR | JPN | SAU | Puntos |
| ---- | ------------------- | --- | --- | --- | --- | --- | --- | --- | --- | --- | --- | --- | --- | --- | --- | ------ |
| 1    | Taylor Gill         |     | 1   |     |     | 1   |     | 2   |     | 1   |     |     |     |     |     | 92     |
| 2    | Arthur Pelamourges  | 1   |     |     | 2   | 11  |     |     | 5   | 6   |     |     |     |     |     | 60     |
| 3    | Matteo Fontana      | 2   | 2   |     |     |     | 1   |     |     |     |     |     |     |     |     | 59     |
| 4    | Ali Türkkan         |     | 3   |     |     | 9   |     | 1   |     | 2   |     |     |     |     |     | 59     |
| 5    | Takumi Matsushita   |     | 4   |     | 4   | 6   |     |     | 1   | Ret |     |     |     |     |     | 57     |
| 6    | Kerem Kazaz         |     | 5   |     |     | 2   | 5   | 4   | Ret | 7   |     |     |     |     |     | 55     |
| 7    | Ghjuvanni Rossi     | 3   |     |     | 3   | 7   |     |     |     |     |     |     |     |     |     | 36     |
| 8    | Diego Dominguez Jr. | 4   | 13  |     |     | 8   |     | 3   |     | 8   |     |     |     |     |     | 35     |
| 9    | Nataniel Bruun      |     |     |     | 8   | 4   | 2   |     | Ret |     |     |     |     |     |     | 33     |
| 10   | André Martinez      |     | 14  |     |     | 17  | 3   |     | 3   |     |     |     |     |     |     | 30     |
| 11   | Mattéo Chatillon    | Ret | 8   |     | 1   | Ret | Ret |     |     | 16  |     |     |     |     |     | 29     |
| 12   | Nikhil Sachania     |     |     | 1   |     |     |     |     |     |     |     |     |     |     |     | 25     |
| 13   | Max Smart           |     | 12  |     |     | 3   |     | 6   |     | 10  |     |     |     |     |     | 24     |
| 14   | Shotaro Goto        | Ret |     |     | 5   | WD  |     |     | 4   | 11  |     |     |     |     |     | 22     |
| 15   | Grzegorz Bonder     |     |     |     |     |     |     |     | 2   | 15  |     |     |     |     |     | 17     |
| 16   | Ville Vatanen       |     | 15  |     |     |     |     |     |     | 3   |     |     |     |     |     | 15     |
| 17   | Timo Weigert        |     |     |     |     |     | 4   |     |     | 14  |     |     |     |     |     | 12     |
| 18   | Aatu Hakalehto      |     |     |     |     |     |     |     |     | 4   |     |     |     |     |     | 12     |
| 19   | Joosep Ralf Nõgene  |     | 16  |     |     | 5   |     |     |     | Ret |     |     |     |     |     | 10     |
| 20   | Leevi Lassila       |     | Ret |     |     |     |     |     |     | 5   |     |     |     |     |     | 10     |
| 21   | Yanis Desangles     | 5   |     |     |     |     |     |     |     |     |     |     |     |     |     | 10     |
| 22   | Efthimios Halkias   |     |     |     |     |     |     | 5   |     |     |     |     |     |     |     | 10     |
| 23   | Claire Schönborn    |     | 7   |     |     | 13  |     | 8   |     | 12  |     |     |     |     |     | 10     |
| 24   | Eric Royère         | 6   | 11  |     |     |     |     |     |     |     |     |     |     |     |     | 8      |
| 25   | Adam Grahn          |     | 6   |     |     |     |     |     |     |     |     |     |     |     |     | 8      |
| 26   | Igor Widłak         |     |     |     | 6   |     |     |     |     |     |     |     |     |     |     | 8      |
| 27   | Slaven Šekuljica    | 7   |     |     |     |     | Ret |     |     |     |     |     |     |     |     | 6      |
| 28   | Jonás Pérez         |     |     |     | 7   |     |     |     |     |     |     |     |     |     |     | 6      |
| 29   | Giorgos Delaportas  |     |     |     |     |     |     | 7   |     |     |     |     |     |     |     | 6      |
| 30   | Lyssia Baudet       |     | 9   |     |     |     |     |     |     |     |     |     |     |     |     | 2      |
| 31   | Giorgos Dodos       |     |     |     |     |     |     | 9   |     |     |     |     |     |     |     | 2      |
| 32   | Ville Pynnönen      |     |     |     |     |     |     |     |     | 9   |     |     |     |     |     | 2      |
| 33   | Tristan Charpentier |     | 10  |     |     | 12  |     |     |     |     |     |     |     |     |     | 1      |
| 34   | Giorgos Dodos       |     | 12  |     |     |     |     | 10  |     |     |     |     |     |     |     | 1      |
| 35   | Tom Pellerey        |     |     |     |     | 10  |     |     |     | 13  |     |     |     |     |     | 1      |
| Pos. | Piloto              | MON | SWE | SAF | ESP | POR | ITA | GRE | EST | FIN | PAR | CHL | EUR | JPN | SAU | Puntos |

### JWRC
| Pos. | Piloto              | SWE | POR | GRE  | FIN | EUR | Puntos | Mejores 4 |
| ---- | ------------------- | --- | --- | ---- | --- | --- | ------ | --------- |
| 1    | Taylor Gill         | 12  | 17  | 2    | 25  |     | 100    |           |
| 2    | Mille Johansson     | 212 | 213 | 64   | 67  |     | 86     |           |
| 3    | Ali Türkkan         | 41  | 9   | 17   | 3   |     | 65     |           |
| 4    | Eamonn Kelly        | 3   | 71  | 5    | 13  |     | 60     |           |
| 5    | Kerem Kazaz         | 51  | 3   | 4    | 5   |     | 48     |           |
| 6    | Diego Domínguez Jr  | 10  | 81  | 31   | 7   |     | 28     |           |
| 7    | Thomas Martens      | 6   | 4   | Ret1 | 10  |     | 22     |           |
| 8    | Max Smart           | 111 | 5   | 7    | 8   |     | 21     |           |
| 9    | Aatu Hakalehto      |     |     |      | 42  |     | 14     |           |
| 10   | Claire Schönborn    | 7   | 11  | 8    | 9   |     | 12     |           |
| 11   | Joosep Ralf Nõgene  | 12  | 6   |      |     |     | 12     |           |
| 12   | Tristan Charpentier | 91  | 101 |      |     |     | 5      |           |
| 13   | Lyssia Baudet       | 8   |     |      |     |     | 4      |           |
| Pos. | Piloto              | SWE | POR | GRE  | FIN | EUR | Puntos | Mejores 4 |